# Годскин, Томас
Томас Годскин (англ. Thomas Hodgskin; 12 декабря 1787, Чатем, Кент — 21 августа 1869, Фелтхэм, Мидлсекс) — английский социалистический публицист, левый рикардианец, критик капитализма, сторонник свободной торговли, трудовой теории стоимости и ранних профсоюзов.

## Биография
Отец Годскина работал в Четхэмском Военном Порту, сам Годскин поступил на Военно-Морскую службу в 12 лет. Он быстро дослужился до звания лейтенанта в годы морского противоборства Британии с Францией. Последовавшие за военным поражением сложности с продвижением по службе послужили причиной нарастания конфликтов Годскина с начальством, завершившиеся военно-полевым судом и увольнением в 1812 году. Это подтолкнуло его к написанию первой книги «Эссе о военно-морской дисциплине» («An Essay on Naval Discipline» 1813), наполненной язвительной критикой деспотичного стиля управления, имевшего место в военно-морском флоте.
Поступив в Эдинбургский Университет, он приехал в Лондон в 1815 году и попал в круги мыслителей-прагматистов, таких как Френсис Плэйс, Джереми Бентам и Джеймс Милль. С их помощью он провел следующие пять лет путешествуя и обучаясь в Европе, результатом чего, среди прочего, стала его следующая книга «Путешествия по северной Германии» («Travels in North Germany» 1820).
После трех лет в Эдинбурге, Годскин возвращается в Лондон в 1823 году работать журналистом. Испытывая влияние, среди прочих, Жана Батиста Сэя, его взгляды на политэкономию отклонились от взглядов канонических прагматистов, таких как Дэвид Рикардо и Джеймс Милль. Во время парламентских дискуссий о разрешении или запрете рабочих объединений Милль и Риккардо были за запрет, в то время как Годскин поддерживал право на собрания. Взяв трудовую теорию стоимости Рикардо, он использовал её для осуждения как неправомерного присвоения большей части стоимости, произведенной рабочим. Он выступил с этими взглядами в серии лекций в Лондонском Институте Механики (Mechanics Institute) в дебатах с Уильямом Томпсоном. Годскин сочувствовал его критике капиталистического отчуждения результатов труда, но не соглашался с ним в предложенных решениях.
Результаты этих лекций и дебатов он опубликовал в работах «Защита рабочих от притязаний Капитала»(«Labour Defended against the Claims of Capital» 1825), «Популярная политическая экономия» («Popular Political Economy» 1827) и «Контрасты естественного и положительного права собственности» («Natural and Artificial Right of Property Contrasted» 1832). Название «Защита рабочих…» — насмешка над ранней работой Джеймса Милля «Защита коммерции» («Commerce Defended») и обозначение оппозиции Годскина к работам, принимающих сторону капиталистов против рабочих.

## Идеи
Хотя его критика присвоения капиталистом львиной доли, произведенной рабочим стоимости, оказала влияние на последующие поколения социалистов, включая Карла Маркса, принципиальные деистские убеждения Годскина определяли продукцию и обмен, построенный на рабочей теории стоимости (освобожденной от якобы несправедливой арендной платы и прибыли владельца) как часть «естественного права», божественным предопределением свойственного общественным отношениям, которым противопоставлялись искусственные махинации — источник дисгармонии и конфликтов. Он отрицал прото-коммунизм Уильяма Томпсона и Роберта Оуэна апеллируя все к тому же «естественному праву».
В 1823 году Годскин объединил силы с Джозефом Клинтоном Робинсоном и основал «Журнал Механики» («Mechanics Magazine»). В октябре 1823 издание Годскина и Френсиса Плейса выпустило манифест Института Механики. По мысли Годскина, институт должен быть больше, чем просто техническое училище, местом, где практические технические занятия совмещены с практическими обсуждениями общественных явлений. Собрание, посвященное открытию Института состоялось в 1823 году, но идею переняли люди менее радикальных взглядов, обеспокоенные нетрадиционными экономическими убеждениями Годскина, например Джордж Биркбек — известный педагог из Глазго.
Несмотря на свою значительную роль в революционной агитации в 1820-х, он отступил в сферу либеральной журналистики после реформы 1832 года. Годскин стал защищать свободную торговлю и 15 лет писал для «Economist». Он работал над газетой с её основателем — Джеймсом Вильсоном и молодым Гербертом Спенсером. Годскин видел в отмене «хлебных законов» первый признак падения правительства, и его либеральный анархизм был отмечен как слишком радикальный многими либералами из Лиги противников «хлебных законов». Годскин покинул «Economist» в 1857 году. Он продолжал работать журналистом всю оставшуюся жизнь.

## Работы
- Labour Defended against the Claims of Capital
- Томас Годскин в The Online Library of Liberty